# Холдинг «Джуро Джакович»
Холдинг «Джуро Джакович» (хорв. Đuro Đaković Holding d.d.) — хорватский холдинг в области машиностроения и металлообработки из города Славонски-Брод. Назван в честь югославского коммунистического деятеля межвоенного периода. Тикер холдинга: DDJH-R-A (недоступная ссылка) (Загребская фондовая биржа).

## История
Основан в 1991 году Хорватским фондом развития, Хорватским железными дорогами и тогдашним предприятием «Производственное объединение им. Джуро Джаковича».
Истоки компании уходят в создание завода металлических изделий в городе Славонски-Брод в 1921 году. В 1926 году компания построила свой первый мост, первое железнодорожное транспортное средство и первый паровой котел. В 1928 году выпустила свой первый трамвай (для Белграда). В 1930-х построила завод по производству емкостей для химической промышленности, кранов и самоходных железнодорожных транспортных средств. На протяжении XX века компания расширялась, став крупным региональным предприятием такого типа, чья деятельность охватывала производство железнодорожного подвижного состава, включая локомотивы, промышленных котлов, строительство электростанций, и крупномасштабных металлических конструкций, в том числе мостов. В 1970-х деятельность компании распространилась и на атомную энергетику — компания приняла участие в строительстве АЭС Кршко. Поставляла оборудование в СССР. В 1990 году компания была приватизирована, а ряд видов производств стали отдельными предприятиями, тогда как остальные сгруппировалась в холдинг «Джуро Джакович».
«Джуро Джакович» имеет давние традиции и обусловленный ими штат опытных и высококвалифицированных работников. Компания первой начала производство вагонов и поездов во всей Юго-Восточной Европе. Кроме того, ей удалось одной из первых в мире изготовить мост полностью из сварных конструкций (железнодорожный мост в Загребе в 1939 году). «Джуро Джакович» является одной из трех хорватских компаний, способных строить сложные мостовые конструкции (Масленицкий мост), и единственной, специализирующейся на мостах из стальных конструкций.

## Структура
На сегодняшний день холдинг «Джуро Джакович» входит в группу компаний «Джуро Джакович» как материнская и управленческая компания, которая объединяет четыре акционерных общества, в которых холдинг «Джуро Джакович» является владельцем контрольного пакета акций. Общества, составляющих холдинг «Джуро Джакович»:
- АО «Джуро Джакович — Спецтехника»
- АО «Джуро Джакович — Промышленные решения»
- АО «Джуро Джакович — Машинная обработка»
- АО «Джуро Джакович — Энергетика и инфраструктура»

Предприятия заняты в трех сферах предпринимательской деятельности: оборона, транспорт и энергетика, — предлагая полный спектр услуг с учетом потребностей клиентов, от комплексных решений «под ключ» до единичных изделий, запчастей и компонентов, а также ремонт и техническое обслуживание.
Кроме Хорватии, группа имеет достаточно разветвленную бизнес-сеть в Европе и за ее пределами, куда экспортирует многие из своих изделий. В частности, это касается западноевропейских рынков, где объемы выручки растут.